# Cardeal da Silva
Cardeal da Silva est une municipalité brésilienne de l'État de Bahia et la microrégion d'Entre Rios.